# 四つの口
四つの口（よっつのくち）は、近世日本において異国・異域に開かれていた4つの接触ルートを総称する歴史学用語。具体的には幕府直轄地で中国・オランダと通商をおこなった長崎口、朝鮮との通信を担った対馬藩の対馬口、琉球王国との通信を担った薩摩藩の薩摩口、異域である蝦夷地においてアイヌ交易を独占した松前藩の松前口の4つのこと。
1960年代までの歴史学会では、近世日本は海外に対して国を閉ざしていた（いわゆる「鎖国」）とするのが定説であったが、これ以降の研究により近世日本では対外関係が江戸幕府に管理されていたとする考えが通説になった。これを象徴する「四つの口」の呼称は1981年に荒野泰典が用いたのが最初で、2010年現在では高校の教科書に用いられるなど定着した用語になっている。

## 近世対外政策と四つの口の沿革

### 前史

#### 倭寇的状況
天文16年（1547年）を最後に日明勘合貿易は終焉し日明間の国交は中断するが、いっぽうでは民間商人による交易が活発に行われるようになった。同じころには、日本沿岸勢力の東南アジア進出、ヨーロッパ諸国のアジア進出、華人密貿易集団による交易ネットワークの展開などが重なり、東シナ海の各地で諸民族の密貿易商人が雑居する状態となった。これを倭寇的状況という。この状況を背景として、安土桃山時代には九州・西国大名らが独自に海外貿易を行い、その相手もポルトガルを始めとして様々であった。
しかし16世紀末に豊臣秀吉が朝鮮出兵をしたことで、日朝間だけでなく日明関係や薩琉関係も悪化してしまう。

#### 家康による日明関係修復の挫折
1600年の関ヶ原の戦いに勝利し天下人となった徳川家康は積極的かつ多面的な対外政策を行った。それらは大まかに、東アジアにおける国際関係の修復（豊臣政権の戦後処理）、東南アジア地域での国際関係樹立、対ヨーロッパ・キリスト教政策に分類できるが、なかでも最重要課題として取り組んだのが明との勘合貿易の復活であった。これは中国産生糸の入手ルートで優位性を確保することで諸大名への統制を強化するという国内的な理由とともに、対外的には日本の主権者が家康であることを示すことが目的であった。
そのために、まず慶長の役で捕虜となっていた明将軍の茅国科を1600年に送還した。続いて対馬藩を通じて明と正式な外交関係を結ぶ李氏朝鮮との復交を試みて、1607年（慶長12年）に朝鮮通信使の派遣を実現させた。また薩摩藩には、明と朝貢貿易を行う琉球王国に対して琉球侵攻（1609年）を許可し、これを服属させたうえで明との交渉に当たらせた。しかし1615年に明側の拒絶が明らかになり、いずれの対外政策も本来の目的を達成することは出来なかった。そのいっぽうで朝鮮使節や琉球使節の来日は幕府の武威を高める効果をもたらした。

#### オランダ・アイヌとの貿易

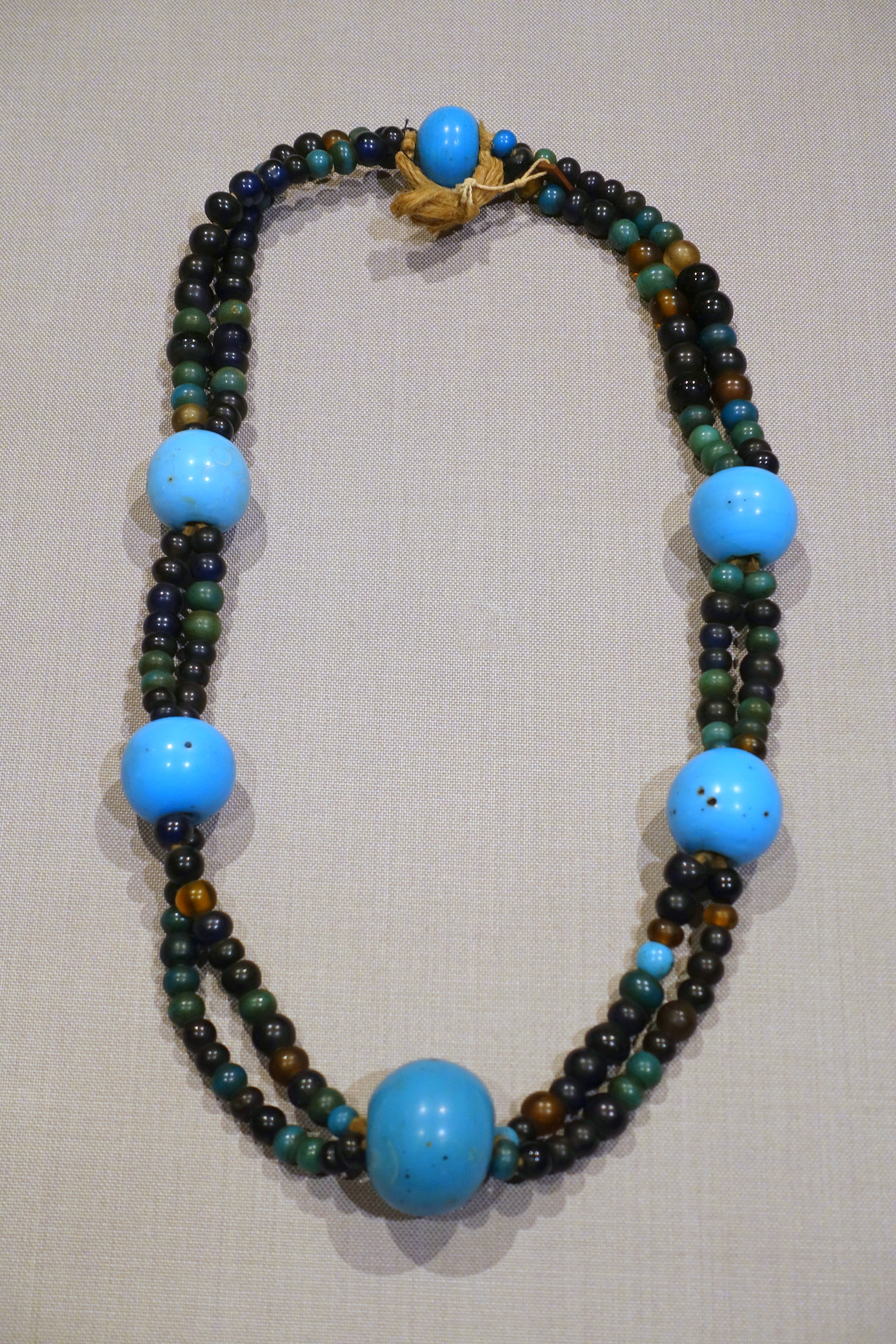
アイヌ女性の首飾り・タマサイ。山丹交易で入手したガラス玉が使用されている。ガラス玉はアイヌを経て和人にも伝わった

いっぽうのオランダは1581年にスペイン国王の統治を否認して独立を宣言するが、これに反発したイスパニア国王（兼ポルトガル国王）がオランダ商人の拠点であったリスボンにオランダ船が入港することを阻止したため、オランダは自らアジア交易に乗り出すことになった。1600年に日本にリーフデ号が漂着したことをきっかけに日蘭関係が構築され、慶長14年（1609年）に平戸にオランダ東インド会社の支所が設置された。
また松前氏（蠣崎氏）に対しては、豊臣政権から認められていたアイヌとの貿易独占を1604年に追認し、大名に準ずる扱いとした。これにも幕府の権威を示す思惑があったと考えられる。中世からアイヌは樺太を経て蝦夷錦など大陸産品を手に入れており（山丹交易）、松前藩もアイヌとの交易でこれらを入手していた。

### 禁海政策と四つの口の成立
明との貿易復活に失敗した幕府は、各地に分散していた貿易拠点を長崎と平戸に集中させる方針に転換した。また徳川政権の支配体制が安定した家康晩年からは、将軍の権威を棄損する恐れを排除するためにキリスト教に対する弾圧（禁教令）が行われた。さらに1630年代からは段階的に禁海政策（いわゆる「鎖国令」）が敷かれた。これは1631年に奉書船制度がはじまり、1635年には日本人の海外渡航の禁止（朱印船貿易の廃止）、1639年のポルトガル船の来航禁止、1641年の平戸にあったオランダ商館の移転などが次々に実施され、出入国を幕府が管理する体制が確立されていった。
幕府がこうした方針を遂行できたのは、キリスト教布教とは無縁であるオランダ・朝鮮・琉球を通じて、中国大陸や東南アジアとの貿易ルートが確保できる目途が付いていたからである。
また松前口では、海禁体制の成立により和人地（中世以降、和人が定着していた渡島半島南部一帯の地域）が設定され、蝦夷地との往来が制限されるようになった。これは松前氏が大名格になるために、領地に変わるものとしてその範囲を設定する必要があったためだと考えられている。
また対馬藩・薩摩藩・松前藩は、他藩と同様に幕府から軍役を課せられたが、担当はそれぞれ朝鮮・琉球・アイヌに対する押さえであった。しかし対馬藩・薩摩藩はいずれも農業生産力が乏しく、松前藩に至っては知行地を持たず、それぞれ経済的に厳しい地域であった。三藩は軍役を始めとする近世的封建制を維持するための経済基盤として貿易を行い、これを幕府に「知行同然」と認められるようになった。
このように将軍の権威を示し維持するという方針のもとで実施された様々な対外政策、なかでも1630年代の海禁政策を契機として、交易・外交・軍役を家業とする三藩それぞれの思惑を内包しつつ直轄地長崎を中心とした対外関係、すなわち四つの口の体制が1650年代までに実態として形成された。これらは主に中国大陸に対する交易窓口として機能していった。

### 大君外交と貿易の変容
1615年に日明国交交渉に失敗したことは、家康は明から日本国王に認められなかったことを意味する。これを受けて家康は同年に発した『禁中並公家諸法度』の第14条で天皇・将軍を国王と定め、新たな日本国王を創造した。いっぽうで1635年に対馬藩における柳川一件を収拾した幕府は日朝関係の刷新を図り、「天皇と朝鮮の王は直接国書をやり取りしない」という伝統的な価値観から将軍の対外的な称号に国王を用いることを避け、代わりとなる呼称を大君に定めて朝鮮にその使用を求めた。また琉球に対しては「中山王」号の使用を禁止し琉球国司を名乗らせ、アイヌに対しては松前藩主および幕府の巡検使に対し服属儀礼（ウイマム・オムシャ）を課した。このような江戸幕府の対外政策を総称して大君外交と呼ぶ。大君外交では、幕府管理のもとで四つの口を通して人の往来・貿易・海外情報の収集が行われた。

#### 海禁体制の成立期

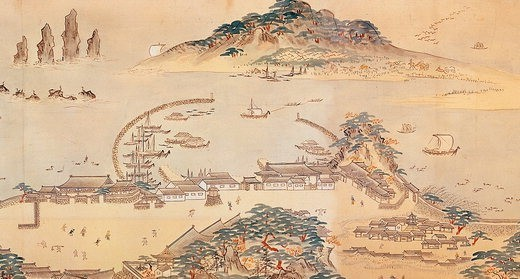
18世紀の釜山浦草梁倭館図

日朝間では国王レベルの交流として1607年から1811年まで、都合12回の朝鮮通信使の来日があった。なお朝鮮使節が通信使と呼ばれるようになるのは禁海体制になって以降の1636年である。これ以降、対馬藩は「朝鮮国之御手長」を自認し、幕府の意向をうけて朝鮮との外交を担った。また対馬藩にも独自に朝鮮貿易を再開させたい思惑があり、幕府の黙認のもとで朝鮮に朝貢的な外交を行った。対馬藩は年例送使のほか、関白の意を受けて派遣する使節である大差倭と対馬藩の使節である小差倭を臨時で朝鮮に派遣した。これに対し朝鮮からは1636年以降、様々な協議や慶弔などに際し訳官が対馬藩に派遣された。対馬口での貿易は1609年に対馬藩と朝鮮の間で貿易協定（己酉約条）が結ばれて再開された。対馬藩は朝鮮から年20艘の貿易船を派遣することを認められたが、1637年には年8回に変更された（兼帯の制）。1636年に釜山の富山浦に倭館が置かれてからは、常時400から500人程度の藩士と商人を滞在させ、日朝交流の拠点とした。特に倭館で日常的に行われていた対馬藩士と朝鮮の両班との交流は、非公式な外交ルートとなった。このように対馬藩は日朝双方から特権的な地位を与えられ、日朝間の緩衝としての役割を廃藩置県まで継続することとなった。対馬口での主な輸出品は銀で、朝鮮からは朝鮮人参、そして朝鮮を経由して中国産の生糸や絹製品が輸入された。

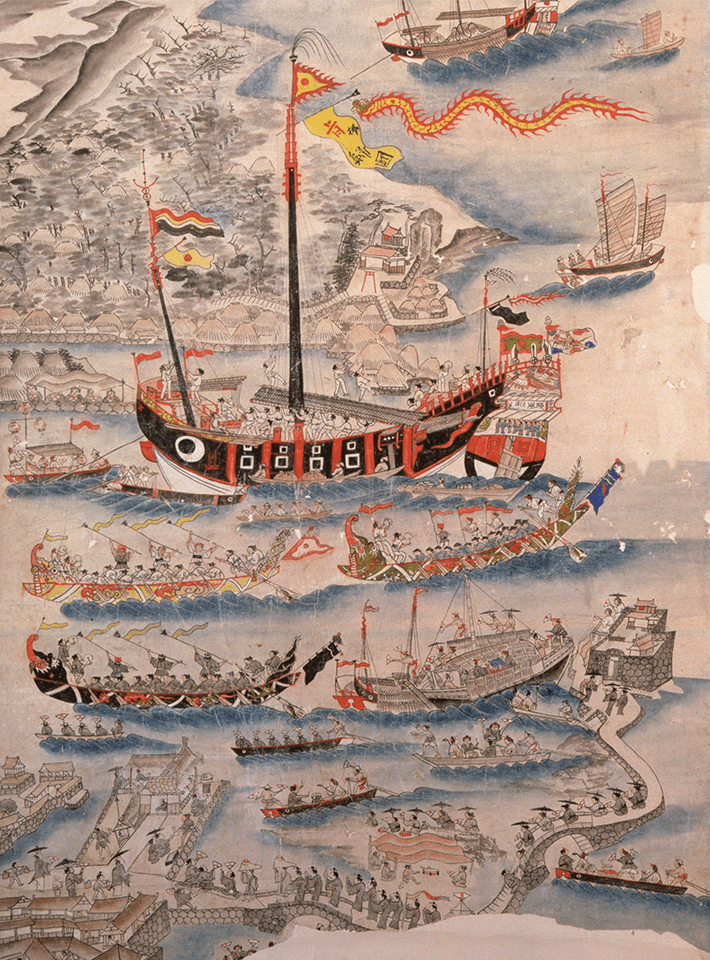
琉球の進貢船

1609年に琉球を侵略した薩摩藩は慶長検地を行うなど琉球を日本に同化する方針であったが、琉球を対明貿易ルートとして温存したい幕府は同化方針を撤回させた。幕府は1634年に琉球を「幕藩体制下の異国」に位置づけ「唐口の商売」を命じた。また琉球から日本に対し1634年から1850年まで都合18回の慶賀使と謝恩使の派遣があった。これに加えて1634年からは琉球から薩摩藩に年頭使を派遣することが定例化された。また膨大な借財を抱え込んだ薩摩藩は琉球の進貢貿易を通じて生糸貿易に取り組むようになる。1631年には那覇に琉球在番奉行を置いて琉明間の進貢貿易を監督した。1667年には鹿児島城下に琉球仮屋（のち琉球館）が設置され、琉球から在番親方が派遣されて外交・貿易に従事した。いっぽうの琉球は日中に二重朝貢するという国際的な地位に至るが、これを「大和と唐を飼いならす」と認識し、王府は王国統治だけでなく外交を主体とした政治運営をすすめていく。薩摩口での主な輸出品は銀で、琉球から砂糖、そして琉球を経由して中国産の生糸や絹製品が輸入された。

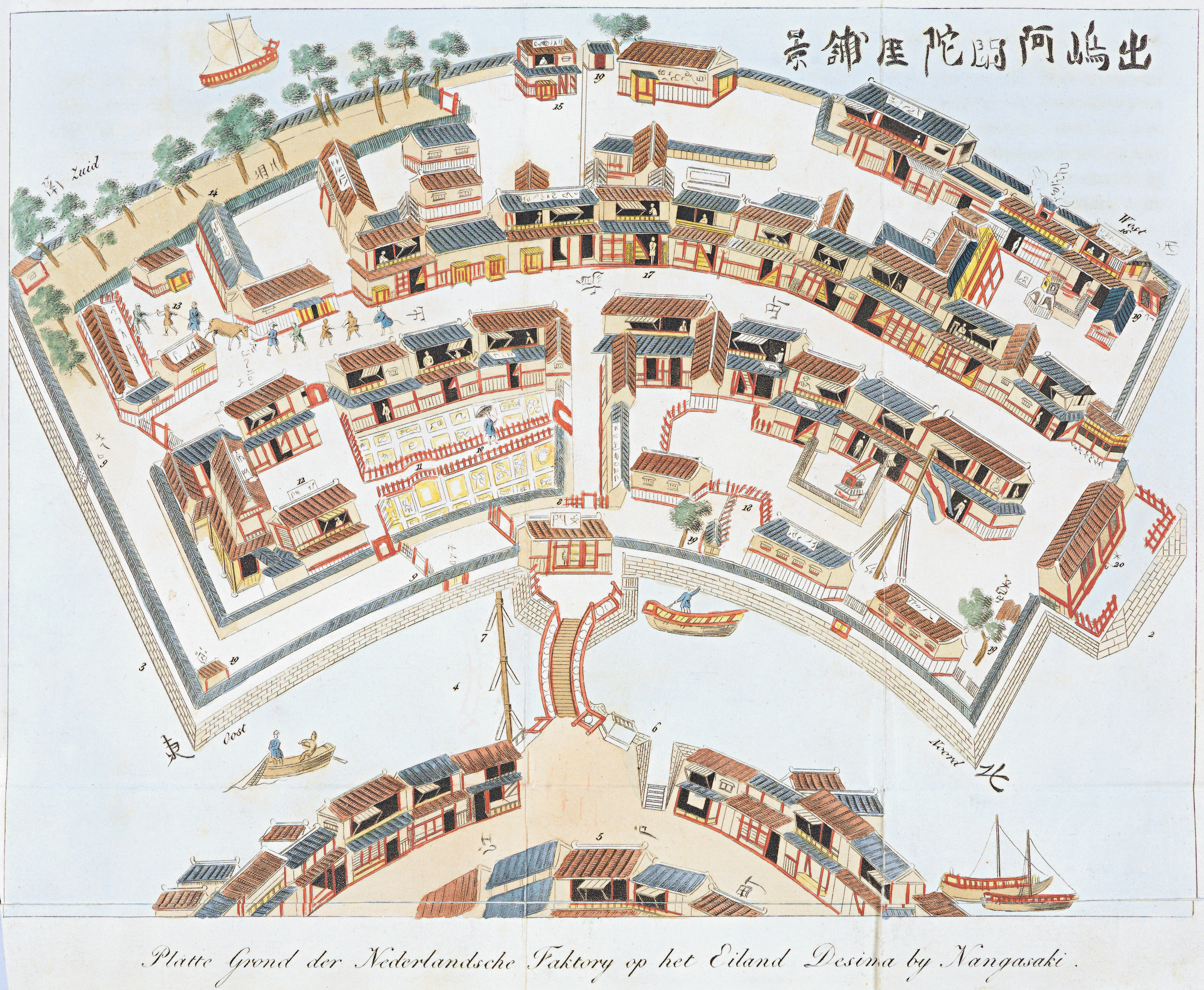
1824年から1825年ごろに描かれた出島

長崎では来航する唐船・オランダ船と交易が行われた。唐船は1635年から長崎に集中させられ、オランダ商館は1641年に出島に移されている。唐船には南京・寧波・福州など大陸沿岸部から来る口船（中奥船）と、東京船・交趾船・柬埔寨船など東南アジアから来る奥船の2種があった。また1630年代にシナ海域で覇権を確立したオランダはバタヴィアを拠点としていた。両国との関係は外交を伴わない民間貿易（通商）に位置づけられ、長崎奉行はそれらを管轄する役割を担った。そして長崎市中の経済は、貿易の役に従事することで得られる分担金に依存する構造になった。長崎口における唐船との交易は輸出品が銀や銅で、輸入品は直接あるいは東南アジアを経由して中国産の生糸や絹製品であった。またオランダ船との交易も輸出品が銀で、輸入品はバタヴィア経由の中国産の生糸や絹製品であった。また長崎奉行の対外業務は長崎口だけに留まらず、三藩が行えない対外関係全般も統括した。たとえば漂流民の送還は長崎奉行の確認のもとで行われたほか、多数の藩領民が関わった朝鮮との密貿易（寛文抜船一件）でも長崎奉行が国内犯の処罰を決定している。
アイヌとの貿易独占を許された松前藩は渡島半島（南部）の和人地を拠点にして交易を行った。ただし和人地といえども知行地とは認識されておらず（一部の例外地を除き大半が米の収穫のない土地であったため）、松前藩の立場は異域に住むアイヌを服属させる存在であった。また当初のアイヌ交易は松前城下で行われる城下交易体制であったが、1630年代ごろから蝦夷地に設けられた交易拠点（商場）で行う商場知行制へ移行した。これは知行地をもたない家臣に対し、これに代わるものとして金山・鷹場所・商場が与えられたためである。松前口での主な輸出品は米のほか木綿・鉄製品などの日用品で、輸入品はアイヌから海産物・ラッコの毛皮・鷹の羽・金で、そして山丹交易を経由して蝦夷錦や青玉などの中国産品が輸入された。

#### 明清交替と各口の動向
1644年に大陸で起きた明清交替は日本国内にも影響を与えた。幕府は長崎に来航する唐船・オランダ船に大陸での情報収集を命じた。林春勝は三藩の乱の翌年（1674年）に唐船からの情報をまとめた『華夷変態』を編纂している。また1678年からは清から帰国した琉球の進貢使を薩摩藩に呼び寄せて報告させる「唐之首尾御使者」が制度化され、対馬藩も倭館で収集した情報を幕府に報告している。また1654年に琉球は清から冊封を受けるが、あわせて薩摩の支配を清から隠蔽する政策が実施された（琉球の朝貢と冊封の歴史#薩摩との関係の隠蔽）。
清の動向は貿易にも影響をおよぼした。清は鄭成功の活動を封じる目的で遷界令を実施し、長崎での貿易は大きな打撃を受けた。しかし鄭氏を抑えた清は1684年に方針を一転して展海令を発し、これを期に唐船の長崎来航が急増する。金銀貨の海外流出を問題視した幕府は、1685年に定高貿易法を定めて年間の貿易額を唐船を銀6000貫目、オランダ船を金5万両（銀3000貫目）に制限した。さらに1686年には対馬口での朝鮮貿易を銀1080貫目、1687年には琉球から清に渡る渡唐銀を進貢料を銀804貫目、接貢料を銀402貫目に制限した。1688年には唐船の長崎来航を年70艘（うち奥船は10艘）に制限し、それまで市中に滞在していた唐人商人を唐人屋敷に集めて密貿易を防いだ。
前述のように松前口では商場知行制に移行していたが、これによりアイヌは交易相手を選択できなくなっていた。さらに寛文5年（1665年）には一方的に不利な交換レートをアイヌに強いた。これを要因として不満を溜めたアイヌは1669年にシャクシャインの戦いを起こすが、この問題に対し幕府は松前藩を咎めなかった。この幕府の処遇については、松前藩を北の押さえと見なしていなかったとする説や、異域の押さえは松前藩にしか出来ないという認識があったとする説がある。

#### 18世紀以降
近世における対外関係は17世紀後半に最盛期を迎えたが、その後は貿易量を始めとして低迷していく。その最も大きな要因が国内の銅の産出量の低下と国内市場での貨幣需要の増大、生糸・朝鮮人参・砂糖など主要輸入品であった産品の国産化である。その結果として対外関係に様々な矛盾や動揺が生まれるが、各口における運動の結果、四つの口がもつ役割が再確認され、維持・固定化されていった。
貿易用の銅不足対策として、幕府は1715年に長崎口での貿易に対して正徳新例を発し、改めて貿易量を唐船30艘（うち奥船は3艘）6000貫目、オランダ船2艘3000貫目に制限した。さらに18世紀初頭から19世紀中ごろまで3次にわたって銅座を開いて銅の確保を画策するが、十分な成果を挙げることが出来なかった。こうした要因により19世紀中ごろまで長崎口での貿易額は下降しつづけ、貿易低迷に伴う分配金の減少はこれに依存する長崎市中の不満を招いた。そのため幕府は掛率を上げざるを得なく、結果として国内価格に転嫁するという循環が繰り返された。なお、銅に変わって主要な輸出品となったのは、ナマコやフカヒレなどの海産物である。
また幕府は銀の流出を防ぐため、元禄8年（1706年）から断続的に銀貨の改鋳を行い銀の含有量を減らしていった。対馬口での生糸輸入は17世紀終わりごろに最盛期を迎えて長崎を凌駕していたが、輸出品が国内通用銀貨であったため銀貨改鋳を契機に貿易の利潤が著しく減少してしまう。また生糸や朝鮮人参の国産化が進んだことで18世紀前半に貿易量が減少し、18世紀半ばには貿易の途絶もしくは商売の利潤が全く無くなってしまった。これを補うため対馬藩は幕府に対し、度々補助金を要求するようになる。その理由も当初は貿易や外交の資金不足であったが、1746年からは貿易の利潤が無いことを理由に継続的な拝領金が交付されるようになり、その額も増えていった。こうした要求を幕府に対して行う際に、対馬藩は「朝鮮押さえの役」を強調し、なおかつその役について長崎口・薩摩口・松前口と比較している。対馬藩に対する度重なる補助に対して18世紀後半に幕府内でも反発が起こり、日朝関係の直轄化も議論された。しかし結果として、幕府は補助金を維持してでも担当役を対馬藩から変えることは無かった。
薩摩口も銀貨改鋳の影響をうけた。銀貨の品質低下に苦慮した琉球は、元文4年（1739年）に貿易に用いる銀貨の吹き替え（往古銀）を薩摩藩に願い出て、幕府もこれを許した。長崎口や対馬口での銀の流出は18世紀末までにほぼ途絶したが、琉球口では銅銭や海産物に加えて往古銀の輸出が維持され続けた。幕府がこれを許したのは、琉球と清の間の冊封体制を維持するためであったと考えられている。いっぽうで往古銀の材料となる元文銀を確保する必要を迫られた薩摩藩の財政は悪化していった。
松前口では、シャクシャインの戦いの終結によりアイヌの松前藩への従属度が深まっていった。しかし複雑化する経済に松前藩が対応できなくなり、18世紀前半から藩士が商人に交易を請け負わせる場所請負制が展開された。商人は蝦夷地で漁業開発を行いアイヌを使役した。これによりアイヌは交易の相手から、和人商人に使役される漁業労働者の立場に追い込まれ、経済的に従属・搾取されていった。山丹交易は内国化されることはなくアイヌ経由での取引が継続されたが、交易品のほとんどは請負人となった商人に譲渡されるようになり、松前口での交易の担い手は松前藩から本州商人へと移り変わっていった。いっぽうで蝦夷地での新田開発や鉱山資源開発に対する関心が高まったにもかかわらず、幕府は蝦夷地を松前藩の知行地と認められることは無かった。また北東北、和人地などから蝦夷地に流入する出稼ぎ労働者には（原則として）定住が認められず、土地と人の両面で「異域」としての蝦夷地が維持されたまま、幕末を迎える。
外交では、琉球に対する幕府の関心は17世紀末から低下し、1704年と1709年には琉球使節の江戸参府を認めなかった。その背景には安定する琉清関係への配慮があったと考えられる。こうした方針に対し薩摩藩は琉球使節の重要性を説き、1710年に江戸参府を実現させる。この時の琉球使節は清国風の装いをし正使・副使と称した。この時の江戸参府は東アジアにおける幕府の威光を高め、その功によって島津氏は官位昇進を得ている。またこの時に幕府は琉球を「藩」に位置づけるが、反発した琉球はこれ以降中国との冊封・朝貢関係を強調し、自主独立を維持していった。1712年には幕府は琉球に中山王への復号を許可している。また1710年には新井白石は大君号から国王号への変更を建白し実施された。1711年の朝鮮通信使は、若君への聘礼中止や路宴饗応の簡素化など大幅に接待を簡素化した。こうした方針は、朝鮮と対等な関係に位置づけることを目論んでいた為だと考えられている。一連の幕府の対外方針は、東アジアにおける将軍の威光を高めて国際秩序の再編を企図しつつ、国内では将軍を唯一の国王に位置づけようとする目的があったと考えられる。しかし1717年には大君号に復された。

### 鎖国概念の成立と開国
以上のように17世紀半ば以降、幕府内でも「新たな異国との関係を結ばない」という考えが定着し、実態としての四つの口の体制は固定化されていた。しかしこれらが幕府に対外関係を統制する政策として認識されるのは18世紀末から幕末期にかけてである。寛政4年（1792年）にアダム・ラクスマンがロシア使節として来航すると、老中松平定信は「国法」を理由に開国・通商の要求を拒否する。ただし、この時点では長崎への回航に含みを残した点で、海禁と四つの口の体制に変更の可能性が残されていた。
ロシアへの対応について蝦夷地の幕領化を具申していた近藤重蔵は、寛政9年（1797年）の上申書草案において「我邦異国と通路の場所、長崎・薩摩・津島・松前四か所に限り候事」と記した。これが明確に四つの口を言及した最も早い例と考えられる。続いて享和元年（1801年）に志筑忠雄がエンゲルベルト・ケンペルの著書を翻訳し『鎖国論』と名付けて出版した。これにより従来からの近世対外政策が「鎖国」という言葉で概念化され、四つの口とともに「歴世の法」として明確に認識されるようになった。さらにアヘン戦争以降、ヨーロッパ諸国は日本開国への圧力を強める。1844年にはオランダ国王ウィレム2世から開国を勧告する国書が届いたが、幕府はオランダと通信はしない方針を示しこれを受理することを拒否した。これにより朝鮮・琉球を通信国、中国・オランダを通商国とする認識が成立した。
いっぽうで幕府は東アジアにおける欧米の情報収集を積極的に行った。薩摩口からは琉球を経てアヘン戦争や太平天国の内乱について報告がもたらされ、幕府の沿岸防衛政策に影響を与えた。また長崎口からはオランダ経由でペリー来航の予告がもたらされていた。さらに対馬口や松前口でも積極的な情報収集が行われていたことが指摘されている。
このように幕府は情報収集に積極的ではあったがそれらを十分に生かすことが出来ず、さらなる外圧によって「鎖国」体制を維持できなくなる。琉球王国では次々と異国船が来航し、1844年にはフランスの宣教師テオドール＝オギュスタン・フォルカードらが琉球との和好を求めて駐留した。このとき琉球王国は通商の要求を退けたが、こうした琉球の状況は薩摩藩と幕府を刺激した。幕府は欧米諸国の来航を従来の対応で抑えることが出来ないと判断し、琉球貿易を通じて欧米との貿易を企図した。これにより琉球王国は米仏蘭と通商条約を結んだ。時を同じくして幕府も日米和親条約（1854年）を締結した。これにより横浜などが開港され、海外貿易の窓口が四つの口に限定されなくなった。四つの口の体制の解体をふくむ開国は攘夷派の反発を生み、彼らを討幕運動へと駆り立てることとなった。

## 研究史
志筑忠雄の『鎖国論』（1801年）により、幕末にはいわゆる「鎖国」が江戸幕府の祖法と認識されるようになった。近代でも「鎖国」概念は継承され、欧米列強への対抗意識とナショナリズムを背景に、辻善之助の『鎖国とその損失』（1917年）を嚆矢とした鎖国得失論が論じられた。太平洋戦争後は実証主義的な研究が進むが、しばらくの間は「鎖国」概念からは脱却することができなかった。岩生成一の『鎖国』（1963年）は、その集大成に位置づけられるが、その中では「鎖国」について「対外交通貿易の門戸を長崎に限り（中略）国際的孤立状態に陥った」と説明される。この岩生説に代表される「鎖国」概念は1960年代まで定説となり、教科書などを通じて広く定着した。それにたいして対馬藩・薩摩藩・松前藩における対外関係については、旧来の関係が温存されたに過ぎないと見なすのが一般的であった。
しかし1970年代に至ると、歴史学会での近世国家権力の研究で国際的な影響が重視されるようになった。近世史研究の朝尾直弘の『鎖国制の成立』（1970年）や山口啓二の『日本の鎖国』（1970年）、東洋史研究の田中健夫の『鎖国について』（1976年）など論文の発端として、近世日本における対外関係史の研究が進展し、従来の「鎖国」概念は琉球・アイヌを含む東アジアの国際関係を軽視した単一民族国家観として批判されるようになった。
このような議論を受けて、荒野泰典は『幕藩制国家と外交』（1978年）で対馬・薩摩・松前の3か所について「三つの口」という表現を初めて用いた。続いて『大君外交体制の確立』（1981年）において、よりはっきりした形で「四つの口」の概念を発表した。荒野は、長崎を幕府による対外関係の管理統制の中心地としつつ、それ以外の三藩も幕府の管理統制下において異国・異民族に対する軍事的な抑えであり、かつ外交業務も「家役」として担っていたとし、四つの口を同列に扱った。この四つの口論は、1970年代から各地域において独自に深められていた対外関係の研究を近世国家の統制（役と知行）の存在を念頭におくことで統一的・相対的に議論することを可能とした点で画期的であり、鶴田啓は「近世国家への理解度を豊かにした」と評している。
さらに荒野は『「鎖国」論から「海禁・華夷秩序」論へ』（1988年）で、近世の対外関係の特徴を「国家権力による対外関係の独占」と指摘した。そのうえで従来の「鎖国」論について「国を閉ざすイメージが付きまとう」と批判し、これに替えて海禁と日本型華夷秩序の2つの概念に置き換えることを提唱した。2010年代現在、学会では国を閉ざしたという意味での「鎖国」概念は否定されており、近世の対外関係を象徴する「四つの口」は高校の日本史Bの教科書にも用いられる用語になった。